# Malabang
Malabang è una municipalità di quarta classe delle Filippine, situata nella Provincia di Lanao del Sur, nella Regione Autonoma nel Mindanao Musulmano.
Malabang è formata da 37 baranggay:
- Bacayawan
- Badak Lumao
- Bagoaingud
- Banday
- Betayan
- Boniga
- BPS Village
- Bunk House
- Cabasaran (South)
- Calibagat
- Calumbog
- Campo Muslim
- China Town (Pob.)
- Corahab
- Diamaro
- Inandayan
- Jose Abad Santos
- Lamin
- Mable

- Macuranding
- Madaya
- Mananayo
- Manggahan
- Masao
- Matalin
- Matampay
- Matling
- Montay
- Pasir
- Pialot
- Rebocun
- Sarang
- Sumbagarogong
- Tacub
- Tambara
- Tiongcop
- Tuboc